# Ken Jones (musicien)
Pour les articles homonymes, voir Ken Jones et Jones.
Ken Jones (né le 2 octobre 1927 à Manchester, mort le 25 avril 1988 en France) est un chef d'orchestre et compositeur de musique de film anglais.

## Biographie
Il commence sa carrière comme arrangeur de Norrie Paramor puis de The Zombies, Jim Dale ou Jonathan King. Dans les années 1960, il fonde son propre orchestre et commence à travailler pour le cinéma et la télévision. Il collabore avec Douglas Gamley pour des films puis écrit ses compositions seul. En 1964, il est embauché par la BBC pour composer la musique de Steptoe and Son, où il remplace Ron Grainer (qui quitte la série pour se concentrer sur Doctor Who).
Pour BBC One, il compose et arrange les thèmes de séries Marty et Sykes. Ken Jones dirige l'orchestre du Royaume-Uni au Concours Eurovision de la chanson en 1979 pour la chanson Mary Ann interprété par le groupe Black Lace. Entre 1984 et 1988, il est directeur musical pour Aspel and Company.
En 1979, il est engagé par la station rivale ITV pour qui il écrit et compose le thème et la musique du sitcom Only When I Laugh.
Il meurt en 1988 alors qu'il est en vacances en France.

## Filmographie

### Compositeur

#### Cinéma
- 1957 : After the Ball (en)
- 1958 : Indiscret
- 1958 : La Blonde et le Shérif
- 1958 : Les Aventures de Tom Pouce
- 1958 : Passeport pour la honte
- 1960 : Foxhole in Cairo
- 1960 : Le Paradis des monte-en-l'air
- 1960 : Tarzan le magnifique
- 1961 : Dentist on the Job (en)
- 1961 : Nearly a Nasty Accident (en)
- 1961 : Un traître à Scotland Yard (Offbeat) de Cliff Owen
- 1961 : The Green Helmet (en)
- 1962 : Flight from Singapore (en)
- 1962 : Operation Snatch (en)
- 1962 : Tarzan aux Indes
- 1963 : Dr. Crippen (en)
- 1967 : Battle Beneath the Earth (en)

#### Courts-métrages
- 1970 : I'm Glad You Asked That Question

#### Télévision
Séries télévisées
- 1965 : Steptoe and Son
- 1967 : River Rivals
- 1968-1969 : Marty (en)
- 1972-1979 : Sykes (en)
- 1973-1974 : Comedy Playhouse
- 1974 : No Strings
- 1975 : Dawson's Weekly
- 1977 : The Galton & Simpson Playhouse
- 1978 : Come Back, Lucy
- 1979-1982 : Only When I Laugh
- 1985 : Tales from a Long Room

Téléfilms
- 1970 : Marty Amok
- 1974 : Holiday with Strings
- 1984 : It's Never Too Late

### Parolier

#### Cinéma
- 1958 : Jeunesse délinquante
- 1960 : Un brin d'escroquerie
- 1963 : Dr. Crippen
- 2005 : Hooligans

#### Télévision
Séries télévisées
- 1955 : Dixon of Dock Green